# 魔鬼士官長
《魔鬼士官長》是一部於1986年上映由克林·伊斯威特自導自演以及監製的美國戰爭電影。一同聯合主演者還有瑪莎·曼森、艾佛瑞特‧麥克吉爾以及馬力歐·范畢柏斯。本片在美國於1986年12月5日上映。故事主要是有關一位即將退伍的美國海軍陸戰隊老兵整頓一排紀律不佳的陸戰隊員成為勁旅，並帶領他們參與1983年美國入侵格瑞那達的緊急狂暴行動。
本片的原文片名傷心嶺(Heartbreak Ridge)是源自於伊斯威特飾演的角色年輕時在成為海軍陸戰隊員之前，作為一位美國陸軍士兵在韓戰的傷心嶺戰役中獲頒榮譽勳章。

## 劇情
1983年，槍砲士官長湯姆·海威即將從海軍陸戰隊屆齡退役，獲得超過24枚勳章並參與過多次美國重大戰役的海威申請離開補給單位回到他的舊單位，即美國第2海軍陸戰師第2偵察營。在前往他的新職位的公共汽車上，海威遇到了一位同行的乘客「縫線」瓊斯，瓊斯是一位想成為搖滾歌手的音樂家。瓊斯在一處休息站偷走海威的公車票以及零錢，造成海威困窘地困在休息站。
當海威終於到達基地時，更多壞消息等著他。海陸第2師第8陸戰團營長麥爾坎·鮑爾斯少校稱呼海威是過時的軍人，而且透露海威當初被踢出野戰部隊的原因就是曾經攻擊軍官，並且該軍官是鮑爾斯過去在海軍官校的同班同學而將海威視為眼中釘。鮑爾斯命令海威整頓偵查排。偵查排是由一群桀驁不馴的陸戰隊員們所組成，由於前任副排長是一位正在等待退伍的老兵而疏於管理，造成偵查排軍紀鬆懈、訓練不足。更糟糕的是，排長林恩中尉是一位性格敦厚且缺乏威嚴的理論派軍官。
海威上任偵查排的副排長後，他在營舍裡遇見瓊斯下士，正巧就是偷走海威公車票的搖滾歌手「縫線」瓊斯。海威惡狠狠地教訓瓊斯後，宣布他將負起偵查排領導責任並藉由嚴格的訓練計畫將偵查排成員訓練成真正的陸戰隊員。偵查排成員最後試著讓剛從禁閉室的「瑞典人」喬韓森來恐嚇海威，雖然喬韓森人高马大身躯健壮，但海威依然輕易地將喬韓森打倒在地。至此偵查排成員不得不完全服從海威，並在海威的嚴厲指導之下重新建立戰技以及團隊精神。
海威屢次與鮑爾斯以及第1排副排長韋伯斯特上士發生衝突，原因是海威非正統訓練方法（例如在偵查排頭上發射AK-47，以使他們熟悉該武器的獨特聲音）。鮑爾斯清楚地表明，他將海威的排僅視為是所謂的精英第1排的訓練工具。鮑爾斯少校甚至安排事情意圖讓偵查排總是在野戰演習中輸給第1排。然而海威得到他的老戰友邱祖營士官長以及剛從大學畢業且經驗不足的排長林恩中尉的支持。當海威的部下們得知海威曾在韓戰中獲頒榮譽勳章後，海威得到了他們的尊敬。偵查排在成功地在數次演習中擊敗第1排後，建立起自信心並團結對抗他們與海威的共同敵人。
海威的前妻艾姬是駐地當地酒吧的女服務生，同時正與酒吧老闆羅伊交往。海威試圖調整自己的思考方式來贏得艾姬芳心，甚至求助於閱讀女性雜誌，以期了解女性的想法。一開始，艾姬仍對先前失敗的婚姻感到痛苦，但暫時決定與海威和解。然後，第22海軍陸戰遠征隊被派遣前往格瑞那達參與緊急狂暴行動。
在兩棲突擊艦硫磺島號(LPH-2)上進行一分鐘的簡報後，海威的偵查排全員登上休伊直升機，並在鮑爾斯少校的第1登陸加強營推進之前先從直升機跳水進行滲透。在向內陸進軍時，偵查排遭到猛烈攻擊。海威臨機應變，命令瓊斯使用推土機提供掩護並摧毀敵方機槍陣地。隨後偵查排從醫學院中救出美國公民。短暫地慶祝救援行動成功後，邱祖營士官長收到古巴軍控制關鍵敵方陣地的情報，上層指揮官下令必須拿下該陣地以防止進一步的事件發生。鮑爾斯少校不想被海威比下去，下令偵查排推進到該陣地，但在第1排到達前不得嘗試發起攻擊或拿下陣地。
林恩中尉以及海威帶領偵查排向地方陣地推進，但遭遇到敵方強大火力壓制。偵查排在一棟廢棄建築內尋求掩護，古巴軍的火力將陸戰隊員困在建築內動彈不得。交火中波懷爾陣亡、排內的無線電被毀，使得偵查排無法直接呼叫支援。林恩提出了使用電話撥打長途電話至勒瓊營海軍陸戰隊基地以尋求空中支援的想法，並派遣瓊斯下士修理電話線。林恩中尉向瓊斯借了一張信用卡來完成對勒瓊營海軍陸戰隊基地的通話，但是當他提供空中火力支援的座標時，敵人火力摧毀了電話線。因為不確定呼叫是否成功，海威決定出去用煙霧彈標記位置，但被子彈射倒並一動也不動。偵查排的陸戰隊員們誤以為海威已死，林恩中尉帶著偵查排決定出去一搏反擊古巴軍，隨後空中支援及時到達並擊退了敵人。確認海威還活著後，林恩中尉及海威決定無視鮑爾斯少校的命令，偵查排發起對該陣地的攻擊並成功占領陣地，俘虜了陣地內的古巴軍生還者。
鮑爾斯少校以及偉柏斯特上士趕到現場，鮑爾斯大聲斥責林恩以及海威，並威脅要將海威送上軍事法庭。此時鮑爾斯指揮的營所屬的第8團團長邁爾斯上校(一位曾在越戰與海威以及邱祖同為第1海陸師7團2營的老兵)乘坐直升機到達現場，邁爾斯上校聽完鮑爾斯以及海威的報告後，稱讚海威而不是鮑爾斯。邁爾斯上校斥責鮑爾斯少校並表示他將把鮑爾斯調回支援單位，因為鮑爾斯缺乏像海陸偵查兵那樣的好戰精神而不適任步兵軍官。
當海威跟他的士兵回到美國後，他們受到熱烈歡迎。海威嘲諷瓊斯可以退役去當平民過匪類的生活，瓊斯超出海威預期地表示他決定留營而不是當搖滾歌手。而海威也表達他對於瓊斯的信任，並告知瓊斯他決定屆齡退伍。偵查排成員的家人們前來接機，艾姬也在那裡歡迎海威回來，兩人牽手離開機場。

## 演員
| 演員                                   | 角色                                            | 角色背景 |
| -------------------------------------- | ----------------------------------------------- | --- |
| 克林·伊斯威特 Clint Eastwood           | 湯姆·海威 Tom Highway                           | 男主角，美國海軍陸戰隊槍砲士官長，年少時曾以陸軍身分加入韓戰，並在傷心嶺戰役中獲得榮譽勳章。韓戰結束後加入海軍陸戰隊無役不與，但也因為長期沙場生活的不穩定造成他與妻子艾姬離婚。對於帶兵相當有一套，採用的訓練方式是非正統的訓練方法。他的經歷使得他成為一個一絲不苟但剛愎自用的人，並且有酗酒問題使得他常在放假時進出警察局。過去因為攻擊長官而被轉調到後勤單位，在退伍前申請重返野戰部隊。試著修補與前妻艾姬的關係，並在成功訓練偵查排成為真正的陸戰隊員後帶領著他們參與緊急狂暴行動，完成再次上戰場的夙願後決定退伍並與艾姬破鏡重圓。 |
| 瑪莎·曼森 Marsha Mason                 | 艾姬·海威 Aggie Highway                         | 湯姆的前妻，在勒瓊營海軍陸戰隊基地附近的酒吧當女服務生。與酒吧老闆羅伊交往。與湯姆離婚的原因是承受不住不知何時會收到湯姆的陣亡通知的壓力。湯姆凱旋歸國並決定退伍後，與湯姆破鏡重圓。 |
| 艾佛瑞特‧麥克吉爾 Everett McGill       | 麥爾坎·鮑爾斯少校 Major Malcolm A. Powers       | 海陸第2師第8陸戰團營長，瞧不起海威並稱呼他是過時的軍人。因為海威過去毆打的上級是鮑爾斯在海軍官校的同學而視海威為眼中釘，並多次與海威衝突。過去都是在後勤單位任官，極為渴望前往戰場的機會。在緊急狂暴行動中因為海威以及偵查排排長林恩抗命拿下他想作為他的首功的陣地而威脅要將兩人送去軍法審判。被第8陸戰團團長邁爾斯上校斥責缺乏陸戰隊員的好戰精神並調回後勤單位。 |
| 艾蓮·赫格 Eileen Heckart               | 瑪麗·傑克森 Mary Jackson                        | 海威與邱祖的舊識，在勒瓊營附近經營小酒館。瑪麗的亡夫傑克森是兩人還是菜鳥新兵的副排長，三人並肩作戰直到傑克森在越戰中陣亡。海威回到勒瓊營後幫忙他清洗衣物，並鼓勵海威試著與艾姬修補關係。 |
| 阿倫·狄恩·史奈德 Arlen Dean Snyder     | 邱祖二等士官長 Sergeant Major J. Choozhoo       | 海威的老戰友，兩人一同經歷過從韓戰以來的美軍各大戰役。海威、邱祖與瑪麗的亡夫是當年傷心嶺防線上最後倖存的3人。海威回到勒瓊營後常關照他，個性與海威相比較為圓融。 |
| 摩西·岡恩 Moses Gunn                   | 路克·韋伯斯特上士 Staff Sergeant Luke Webster   | 第1排副排長，跟海威過去有恩怨。時常拍鮑爾斯馬屁，被海威及邱祖瞧不起。 |
| 馬力歐·范畢柏斯 Mario Cain Van Peebles | 「縫線」瓊斯下士 Corporal 'Stitch' Jones        | 偵查排下士，希望成為搖滾歌手的業餘音樂家。非常愛吹噓，也是排中人緣最好的人。曾經在營外偷海威的東西，被海威發現是偵查排的一員後慘遭海威狠狠地教訓一頓。有許多才藝如開推土機、修理電話線。緊急狂暴行動後，向海威表示自己當陸戰隊員的才能比音樂能力優秀，所以決定留營。海威對於此一決定非常讚賞，並表達自己看好瓊斯。 |
| 博伊德·蓋恩斯 Boyd Gaines              | 林恩中尉 Lieutenant M.R. Ring                   | 偵查排排長，儲備軍官訓練團(ROTC)出身的年輕陸戰隊員。沒有任何作戰經驗的理論派軍官，個性敦厚且缺乏軍官威嚴。給予海威完全的權限訓練偵查排，並在鮑爾斯找海威碴時主動扛下責任保護海威，因而獲得海威的敬重。緊急狂暴行動時在海威生死未卜的情況下帶領偵查排擊退古巴軍，並與甦醒後的海威決定拿下敵方關鍵陣地。邁爾斯上校稱讚林恩首次上陣就帶領一群新兵成功作戰的表現。 |
| 理查·文徹 Richard Venture              | 邁爾斯上校 Colonel Meyers                       | 第8陸戰團團長，久經沙場的老兵，曾與海威以及邱祖在越戰並肩作戰過。極為推崇海威以及林恩在緊急狂暴行動時表現的陸戰隊員好戰精神。 |
| 彼得·科赫 Peter Koch                   | 「瑞典人」喬韓森二等兵 Private 'Swede' Johanson | 偵查排二等兵，體格高大健美，海威剛上任時正被關在禁閉室。瓊斯等人曾找他恐嚇海威，但反而被海威輕易地擊倒在地。 |
| 湯姆·維拉德 Tom Villard                | 波懷德下士 Corporal Profile                     | 偵查排下士，在緊急狂暴行動中偵查排被敵火困在建築物，波懷德嘗試反擊被古巴軍擊斃而成為偵查排唯一一位陣亡士兵。 |
| 拉蒙·佛朗哥 Ramón Franco               | 阿彭提准下士 Lance Corporal Aponte              | 偵查排准下士，因為有妻兒要照顧金錢不足而疏於職守。海威得知後接濟阿彭提一家避免阿彭提因逃兵而被軍法審判。 |
| 波・史文森 Bo Svenson                  | 羅伊・詹寧斯 Roy Jennings                       | 艾姬服務的酒吧老闆，非常討厭軍人。 |

## 製作
編劇詹姆斯·卡拉巴索斯是美國陸軍第1騎兵師的越戰退伍軍人，他的靈感來自第82空降師傘兵在入侵格瑞那達時使用公共電話以及一張信用卡呼叫火力支援的事件，並以此為背景撰寫一部劇本:一位曾參與過韓戰的資深士官長，並將其價值觀傳承給了新一代士兵。伊斯威特對劇本很感興趣，並要求他的電影製作人弗里茨·馬內斯(Fritz Manes)與美國陸軍聯繫，以期在布拉格堡拍攝電影。
然而陸軍閱讀劇本後拒絕合作，因為海威被描繪成酗酒者、與妻子離婚並且採用不合適的方式來激勵他的部屬，這是陸軍所不希望的形象。陸軍稱該人物為對於第二次世界大戰和韓戰老兵的「刻板印象」，這是現代軍隊中不存在的。陸軍也不喜歡劇本中淫穢的對話和不尊重軍中的女性。 伊斯威特向陸軍將領提出請求，認為本片想傳達的重點是海威試著將上一世代的二戰和韓戰時期的軍隊中有一些值得效仿的價值觀傳承給年輕一代的軍人。
伊斯威特向美國海軍陸戰隊接洽，美國海軍陸戰隊對電影的某些部分持保留態度，但決定提供支援。主要角色們因此更改為陸戰隊員。(這造成劇本的設定問題，因為傷心嶺之戰主要是陸軍參戰。因此在片中邱祖士官長對瓊斯講述傷心嶺之戰的故事時，表示當時他與海威當時是在陸軍第23步兵團，戰後加入海陸的行列)。海軍陸戰隊起初提供電影製作團隊可在彭德頓營海軍陸戰隊基地進行拍攝工作。陸戰隊計畫利用本片推廣陸戰隊的「給小朋友的玩具」活動(一項由後備海軍陸戰隊組織的慈善活動，提供玩具給家長買不起玩具的孩子，從而幫助成為這群年輕人成為負責任、勤奮的愛國者。)。但在觀看初版影片後，由於片中的成人用語，立刻取消與本片的合作。
看過這部電影的陸戰隊員批評本片劇情上描繪的多個問題。首先是鮑爾斯少校，一位缺乏實戰經驗的S-3作戰軍官，屢次藐視與侮辱槍砲士官長海威，並且不遮掩地公然表現對於「他的」第一排的陸戰隊員的偏愛。考量到海威被設定為曾獲得榮譽勳章榮譽的資深士官，實際上這種行為不可能發生。入侵格瑞那達之前所做的許多「訓練」都是非常不準確的。而入侵格瑞那達時海威的海陸偵查單位不可能沒有醫護兵隨行醫治隊上傷兵。國防部原本支援本片製作，但在1986年11月看過試映後收回支援。 雖然本片預算相對較小、缺乏各項技術顧問，伊斯威特還是因導演以及主演本片獲得600萬美元的片酬。
從1986年夏季開始，《魔鬼士官長》在加利福尼亞州的潘德頓海軍陸戰隊基地的塔利加基地（片中營房所在地）、查普平原（片中傘降場景）和潘德頓海軍陸戰隊基地的主樓(美國第1海軍陸戰師師部)拍攝。並且在聖地亞哥軍事學院的校園，索拉納海灘和波多黎各的別克斯島取景。
片中有關使用推土機的情節是參考自入侵格瑞那達的真實事件，前任美國中央司令部指揮官約翰·阿比扎伊德(John Abizaid)上將在當時的真實經歷。美軍攻擊格瑞那達的某些方面是準確的，但是實際上救出困在醫學院的美國公民的行動是由美國陸軍遊騎兵執行的。林恩中尉使用信用卡才能跟他的指揮官取得聯繫也是陸軍傘兵發生的真實事件。
這部電影是杜比立體聲發行的第1000部電影。

### 音樂
這部電影的配樂是由美國薩克斯管音樂家倫尼·尼豪斯（Lennie Niehaus）編曲和製作，他曾為伊斯威特製作過十幾部電影配樂。演員馬力歐·范畢柏斯創作了歌曲「海陸神兵(Bionic Marine)」 和「偵查饒舌(Recon Rap)」，並與戴斯蒙德·中野（Desmond Nakano）共同創作了《我愛你（但我不是笨蛋）》(I Love You (But I Ain't Stupid))。

### 家用媒體
這部電影最初於1992年4月1日以VHS影片格式發行。 這部電影的1區碼寬螢幕版DVD於2002年10月1日在美國發行。 這部電影的藍光寬螢幕版於2010年6月1日在美國發行。

## 反響

### 專業評價
《魔鬼士官長》所獲評價多為正面。在眾多影評中，《芝加哥太陽報》的羅傑·伊伯特給予本片三顆星評價並評論:「與今年的所有動作電影一樣，充滿活力和色彩，並且包含了真正令人驚奇的對白。」伊伯特同時稱讚導演伊斯威特，提到:「伊斯威特如此珍惜這些素材，彷彿他不知道B級片已經過時」 《華盛頓郵報》的保羅·阿塔納西奧(Paul Attanasio)持相同意見:「那些對這種硬漢與弱雞(tough-man-tender-chicken)情節的愛好者將會喜歡看克林如何教訓這些年輕小夥子，擊敗、射爆以及打爆他們，並藉由這過程帶出...成為陸戰隊員的想法與意義。」 另一位《華盛頓郵報》的專欄作家麗塔·肯普利(Rita Kempley)提供了不同的觀點，她評論:「看到被誤導的大男人主義正確地投入到服務上帝、服務國家或服務國家曲棍球聯盟中，總是很有趣。這不就是近來的戰爭片的問題嗎?從《捍衛戰士》到《第一滴血》再到克林·伊斯威特的娛樂動作片《魔鬼士官長》，空散兵坑症候群(empty-foxhole syndrome)無止盡的繼續下去。 《綜藝雜誌》的影評補充正面評論:「這部電影提供了另一個經典的克林·伊斯威特演出。在這部當代戰爭電影中具有足夠的獨白滿足那些想看他如何演繹完美的海陸老兵的老頑固。」 《紐約時報》的文森特·肯柏(Vincent Canby)對這部電影表示滿意，並寫到:「這是伊斯威特有史以來最豐富的演出。有趣、悠閒、看斯輕鬆的表演，這種表演將平凡的演員以及贏得被稱為明星的權利的演員區分開來。
負面評價方面，《阿波羅電影指南》(Apollo Movie Guide)的戴瑞克·史密斯(Derek Smith)寫道:「電影裡沒有足夠的內容讓槍砲士官長看起來足夠有趣成為主要腳色，而且由於電影沒有提供創新的或新鮮的內容，因此感覺電影呆板而乏味。」
爛蕃茄收集的27篇專業影評文章中，「新鮮度」為70% ，而基於另一影評網站Metacritic上的16篇評論文章，其中5篇予以好評，2篇差評，9篇褒貶不一，平均分為53（滿分100） 。據CinemaScore調查，觀眾的反響在A+至F間落於「B+」

### 榮譽
本片配樂倫尼·尼豪斯贏得BMI獎最佳電影配樂。本片演員馬力歐·范畢柏斯獲得有色人種進步協會形象獎的電影類傑出男配角獎。本片同時獲得奧斯卡最佳音響效果獎提名雷斯·弗雷斯霍茨、迪克·亞歷山大、弗恩·普爾以及比爾·尼爾森。

### 票房
在美國共有1647間戲院上映，首周就收入$8,100,840美元。在上映首周，本片票房僅次於《星艦迷航記IV：搶救未來》。 在上映的第二周，票房下降了41％，收入為4,721,454美元。 在電影院上映的最後一個週末，電影票房收入為1,040,729美元。在美國為期七週的上映期間總共收入$42,724,017美元。 全球總票房為$121,700,000美元。 美國1986年票房排名第18。

### 專書
- Hughes, Howard. . London: I. B. Tauris. 2009. ISBN 978-1-84511-902-7.
- Munn, Michael. . London: Robson Books. 1992. ISBN 0-86051-790-X.

## 外部連結
- Official website （页面存档备份，存于）
- 互联网电影数据库（IMDb）上《魔鬼士官長》的资料（英文）
- AllMovie上《魔鬼士官長》的资料（英文）
- TCM电影资料库上《魔鬼士官長》的资料（英文）
- 美国电影学会目录上的《魔鬼士官長》（英文）